# Schweizer Nationalmannschaft bei der Internationalen Sechstagefahrt
Die Schweizer Nationalmannschaften bei der Internationalen Sechstagefahrt sind eine Auswahl von Fahrern und Fahrerinnen (bislang war jedoch noch keine Frauenmannschaft am Start) für die Nationenwertungen dieses Wettbewerbes.
Entsprechend der Regelungen für die Sechstagefahrt wurden Nationalmannschaften für die Wertung um die Trophy (später: World Trophy), Silbervase (ab 1985: Junior World Trophy) und die Women`s World Trophy zugelassen. Der Umfang der Mannschaften und die Regularien für die Teilnahme änderte sich mehrmals im Laufe der Zeit.
1920 nahm erstmals eine Nationalmannschaft im Wettbewerb um die Trophy teil und erreichte gleich den ersten Platz, was zweimal in Folge wiederholt werden konnte. 1923 konnte man den dritten Platz erreichen. Beste Platzierung im Wettbewerb um die Silbervase war Rang vier im Jahr 1949. – Seither konnte in beiden Nationalmannschaftwettbewerben keine Podestplatzierung errungen werden.
Die Liste erhebt keinen Anspruch auf Vollständigkeit.

## 1920–2006
| Jahr                    | World Trophy | Silbervase |
| ----------------------- | --- | --- |
| 1920                    | 1. Jean Morand (Condor) André Robert (Motosacoche) Edouard Gex (Motosacoche) | |
| 1921                    | 1. Jean Morand (Condor) Alfred Rothenbach (Motosacoche) Edouard Gex (Motosacoche) | |
| 1922                    | 1. Jean Morand (Condor) André Robert (Motosacoche) Edouard Gex (Motosacoche) | |
| 1923                    | 3. Hans Dinkel (Condor) Eduoard Gex (Motosacoche) Francesco Franconi (Motosacoche) | |
| {\displaystyle \vdots } | keine Teilnahme | keine Teilnahme |
| 1929                    | 4. Eduoard Gex (Motosacoche) Wuillemin (Condor) Jean Morand (Condor) | 11. (A-Mannschaft) Divorne (Condor) Dumont (Peugeot) Martinelli (Motosacoche)                                                                    |
| 1929                    | 4. Eduoard Gex (Motosacoche) Wuillemin (Condor) Jean Morand (Condor) | 11. (B-Mannschaft) Achilles Weider (Matchless) Alfred Carmine (Universal) Angeli (Condor)                                                        |
| {\displaystyle \vdots } | keine Teilnahme | keine Teilnahme |
| 1932                    | keine Teilnahme | 6. Edgar d’Eternod (Sunbeam 600) F. Brocher (Sunbeam 500) H. Ziegler (Sunbeam 600)                                                               |
| {\displaystyle \vdots } | keine Teilnahme | keine Teilnahme |
| 1935                    | keine Teilnahme | 12. E. Haller (Zündapp 791) Achilles Weider (Matchless 498) A. Stauffer (Universal 500)                                                          |
| 1936                    | keine Teilnahme | 6. E. Haller (Zündapp 800) A. Stauffer (BMW 500) F. Dumont (Condor 498)                                                                          |
| {\displaystyle \vdots } | keine Teilnahme | keine Teilnahme |
| 1939                    | keine Teilnahme | keine Teilnahme |
|                         | | |
| 1947                    | keine Teilnahme | 7. Ch. Ries (Jawa 250) P. Matti (Jawa 250) M. Müller (Jawa 250)                                                                                  |
| 1948                    | keine Teilnahme | 8. (A-Mannschaft) |
| 1948                    | keine Teilnahme | 7. (B-Mannschaft) |
| 1949                    | 4. | 9. (A-Mannschaft) |
| 1949                    | 4. | 4. (B-Mannschaft) |
| 1950                    | keine Teilnahme | keine Teilnahme |
| 1951                    | keine Teilnahme | 6. (A-Mannschaft) Fred Bracher (Jawa 350) Werner Grubermann (Jawa 350) Walter Hurni (Jawa 350)                                                   |
| 1951                    | keine Teilnahme | 7. (B-Mannschaft) Otto Schupbach (Jawa 250) Paul Zaugg (Jawa 250) Marius Müller (Jawa 250)                                                       |
| 1952                    | keine Teilnahme | keine Teilnahme |
| 1953                    | keine Teilnahme | 17. Karl Meier (Horex 350) Ernst Sager (Puch 175) Silvio Mazzola (BMW 600)                                                                       |
| 1954                    | keine Teilnahme | keine Teilnahme |
| 1955                    | keine Teilnahme | 21. Hans Kramer (Jawa-ČZ 150) Karl Meier (BMW 600) René del Torchio (TWN 347)                                                                    |
| 1956                    | keine Teilnahme | 27. (A-Mannschaft) Herbert Teuber (Jawa 248) Josef Hofmann (Maico 250) Fred Bracher (BMW 500) Josef Grass (Puch 175)                             |
| 1956                    | keine Teilnahme | 18. (B-Mannschaft) Remi Odermatt (Jawa 248) André Romailler (Maico 250) Ernst Hurni (Puch 250) Alfred von Arx (Jawa 344)                         |
| 1957                    | keine Teilnahme | 16. Josef Grass (Jawa-ČZ 125) Hans Sonderegger (Jawa-ČZ 125) Fred Bracher (Jawa-ČZ 250) René der Torchio (Jawa-ČZ 350)                           |
| 1958                    | keine Teilnahme | 11. Fred Bracher (Jawa 250) Ernst Dellsperger (Jawa 250) Hans Sonderegger (Jawa 250) Charly Fidler (AJS 497)                                     |
| 1959                    | keine Teilnahme | 21. Hans Sonderegger (Jawa 250) Rudolf Wyss (Jawa 250) Rudolf Arn (ČZ 125) Charly Fidler (AJS 350)                                               |
| 1960                    | keine Teilnahme | 17. (A-Mannschaft) Ernst Haller (Kreidler 49) Rudolf Arn (Jawa-ČZ 125) Max Morf (Jawa-ČZ 175) Hans Sonderegger (Greeves 250)                     |
| 1960                    | keine Teilnahme | 21. (B-Mannschaft) Gottfried Iten (Jawa-ČZ 175) Josef Bisang (BMW 247) Raymond Zehring (Jawa 250) Charly Fidler (AJS 347)                        |
| 1961                    | keine Teilnahme | 10. E. Buhler (Maico 249) Rudolf Wyss (Maico 249) H. Haller (Kreidler 49) D. Steiner (Kreidler 49)                                               |
| 1962                    | keine Teilnahme | 16. (A-Mannschaft) |
| 1962                    | keine Teilnahme | 15. (B-Mannschaft) |
| {\displaystyle \vdots } | keine Teilnahme | keine Teilnahme |
| 1966                    | keine Teilnahme | 22. Bruno Schmidli (Greeves 250) E. Häusler (Greeves 250) H. Reutimann (Maico 250) R. Braunschweig (Hercules 50)                                 |
| 1967                    | keine Teilnahme | keine Teilnahme |
| 1968                    | keine Teilnahme | 22. Hans Reutimann (Maico 250) Hans Schwarzbach (Maico 250) Marcel Wittemer (Bultaco 250) Robert Brauschweug (Puch 125)                          |
| {\displaystyle \vdots } | keine Teilnahme | keine Teilnahme |
| 1971                    | 10. Fridolin Wischer (KTMKTM 125) Robert Hedinger (KTM 125) E. Häusler (Greeves 170) Eduard Bürki (Greeves 170) Thomas Frey (Greeves 170) V. Zurcher (Greeves 170)                      | keine Teilnahme |
| 1972                    | 13. Fridolin Wischer (Rond-Sachs 125) Robert Hedinger (KTM 125) Bruno Schmidli (Greeves 175) Willy Läderach (KTM 175) K. Wetzel (Jawa 250) Thomas Frey (Chu 500)                        | keine Teilnahme |
| 1973                    | keine Teilnahme | 18. (A-Mannschaft) Martin Wischer (SWM 125) Fridolin Wischer (SWM 125) Thomas Frey (Bultaco 350) Robert Hedinger (SWM 125)                       |
| 1973                    | keine Teilnahme | 14. (B-Mannschaft) Willy Steiner (KTM 250) Christian Steffen (KTM 175) Willy Läderach (KTM 250) Bruno Schmidli (KTM 175)                         |
| 1974                    | 9. M. Buenter (KTM 500) W. Junker (KTM 250) Willy Läderach (KTM 250) H. Schmid (KTM 250) Bruno Schmidli (KTM 175) Karl Schwendimann (KTM 175)                                           | keine Teilnahme |
| 1975                    | keine Teilnahme | keine Teilnahme |
| 1976                    | 13. Karl Schwendimann (Hercules 175) Erich Engeli (DKW 175) Kurt Wetzerl (DKW 250) Eduard Bürki (Montesa 250)                                                                           | 10. Paul Gnepf (KTM 125) Willy Kehr (KTM 175) Bruno Schmidli (KTM 175) Fausto Martinelli (KTM 250) Alois Weiss (KTM 250) Werner von Ah (KTM 500) |
| 1977                    | 11. | 8. |
| 1978                    | 10. Michel Schmied (KTM 125) Werner von AH (KTM 125) Alois Weiss (KTM 175) Jean-Jaques Loup (KTM 175) Willy Graf (KTM 175) Hans Meister (KTM 250)                                       | 13. Philippe Schweizer (SWM 175) Andre Tharin (SWM 175) Samuel Wuillemin (SWM 250) Fridolin Wischer (SWM 250)                                    |
| 1979                    | 12. Jean-Jaques Loup (KTM 125) Alois Weiss (KTM 125) Bruno Schmidli (KTM 175) Roland Hugulet (KTM 250) Werner von AH (KTM 350) Walter Kalberer (KTM 500)                                | 11. Hans Meister (SWM 175) Philippe Schweizer (SWM 175) Fridolin Wischer (SWM 250) Samuel Wuillemin (SWM 500)                                    |
| 1980                    | 5. Tony Kalberer (KTM 125) Michel Schmid (KTM 125) Jean-Jaques Loup (KTM 175) Bruno Schmidli (KTM 250) Roland Huguelet (KTM 250) Walter Kalberer (KTM 350)                              | 8. André Tharin (SWM 175) Hans Meister (SWM 175) Willi Graf (SWM 175)                                                                            |
| 1981                    | 8. Pascal Pouly (KTM 125) Bruno Schmidli (KTM 125) Tony Kalberer (KTM 125) Jean-Jaques Loup (KTM 175) Theodor Haflinger (KTM 250) Walter Kalberer (KTM 500)                             | 15. Hans-Rudolf Hausmann (SWM 125) André Tharin (SWM 175) Hans Meister (SWM 175) Walter Frei (SWM 250)                                           |
| 1982                    | keine Teilnahme | 12. |
| 1983                    | 16. Roland Ällen (KTM 125) Anton Durrer (KTM 250) Walter Frei (KTM 250) John von Rotz (KTM 500) Bruno Schmidli (KTM +500 4T) Jean-Jaques Loup (KTM +500 4T)                             | 17. Philippe Schweizer (SWM 175) Hans Meister (SWM 250) Roland Huguelet (Husqvarna 250) Samuel Wuillemin (Aprilia 250)                           |
| 1984                    | 15. Christoph Attiger (KTM 125) Henri Brechet (KTM 250) Urs Huber (KTM +500 4T) Hans Planzer (KTM 250) Arnold Irniger (KTM 500) Walter Kalberer (KTM +500 4T)                           | 12. Valentin Conrad (Husqvarna 250) Heinz Lorenz (Husqvarna 250) Franz Meier (Husqvarna 500) Hansjörg Saegesser (Husqvarna 500)                  |
| 1985                    | keine Teilnahme | ab 1985: Junior World Trophy |
| 1985                    | keine Teilnahme | keine Teilnahme |
| 1986                    | 15. Christoph Attiger (KTM 125) Fritz Hausmann (KTM 250) Bertrand Favre (KTM 250) Walter Kalberer (KTM 400) Celso Gorraro (KTM 350) Urs Huber (KTM 600)                                 | 9. |
| 1987                    | 10. Christoph Attinger (KTM 125) Celso Gorraro (KTM 250) Didier Luenberger (Kram-It 250) Jean Daniel Girardier (Husqvarna 250) Walter Kalberer (KTM 500) Urs Huber (KTM +500 4T)        | keine Teilnahme |
| 1988                    | 10. Bertrand Favre (KTM 250) Celso Gorraro (KTM 125) Jean Daniel Girardier (Husqvarna 250) Christoph Attiger (KTM 500) Roland Huguelet (Husqvarna +500 4T) Hans Meister (Kram-It 500)   | 15. |
| 1989                    | 11. Edy Petraglio (KTM 125) Jean Daniel Girardier (KTM 250) Celso Gorraro (KTM 250) Michel Joliath (KTM 250) Christoph Attiker (KTM 500) Urs Huber (KTM +500 4T)                        | keine Teilnahme |
| 1990                    | Edy Petraglio (KTM 125) Charles Ruch (Husqvarna 250) Heinz Freidig (Husqvarna 250) Dany Wirz (Husqvarna 350 4T) Michel Joliath (KTM 500) Urs Huber (KTM +500 4T)                        | keine Teilnahme |
| 1991                    | 12. Peter Hager (Husqvarna 250) Heinz Freidig (Husqvarna 250) Michel Joliath (KTM 500) Edy Petraglio (KTM 500) Philippe Rast (Husqvarna 350 4T) Niklaus Eberhard (Husqvarna +500 4T)    | keine Teilnahme |
| 1992                    | 8. Edy Petraglio (KTM 250) Dany Wirz (Husqvarna 350 4T) Peter Hager (Husaberg 350 4T) Urs Huber (KTM +500 4T) Philippe Rast (Husqvarna 500) Heinz Freidig (Husqvarna +500 4T)           | keine Teilnahme |
| 1993                    | 7. Christoph Attiger (KTM 250) Dany Wirz (Husqvarna 350) Heinz Freidig (KTM 350) Peter Hager (KTM 500) Niklaus Eberhard (Husqvarna 1300) Urs Huber (KTM 1300)                           | keine Teilnahme |
| 1994                    | 11. Chris Attiger (KTM 125) Michel Joliat (Yamaha 175) Heinz Freidig (KTM 350 4T) Niklaus Eberhard (Husqvarna 350 4T) Dany Wirz (HVA 350 4T) Berhand Favie (Husaberg 1300 4T)           | keine Teilnahme |
| 1995                    | 9. Markus Hediger (KTM 175) Melchior Kueng (KTM 175) Niklaus Eberhard (Husqvarna 350 4T) Thomas Bürgi (Husqvarna +500 4T) Heinz Freidig (KTM +500 4T) Fredy Roth (Husaberg +500 4T)     | 14. Franz Blaser (Husqvarna 125) Patrice Martignier (Husqvarna 125) Michael Hangartner (Husqvarna 175) Jerome Lechot (Husqvarna 175)             |
| 1996                    | keine Teilnahme | keine Teilnahme |
| 1997                    | 11. Daniel Schertenleib (KTM 175) Melchior Kung (KTM 175) Patrick Voser (Husqvarna 400 4T) Diego Trapletti (KTM 400 4T) Niklaus Eberhard (Husqvarna 400 4T) Heinz Freidig (KTM +500 4T) | 12. Karl Federspiel (KTM 125) Rene Bowee (KTM 125) T. Neuenschwander (KTM 125) Franz Blaser (Yamaha 175)                                         |
| {\displaystyle \vdots } | keine Teilnahme | keine Teilnahme |
| 2000                    | Markus Hediger (KTM 250) Patrick Voser (KTM 250) Jérôme Lechot (Husqvarna 250) Michel Devaud (KTM 250) Daniel Schertenleib (KTM 400 4T) Daniel Felder (Husqvarna +500 4T)               | keine Teilnahme |
| 2001                    | 11. Markus Hediger (KTM) Daniel Schertenleib (KTM) Daniel Felder (Husqvarna) Jérôme Lechot (Husqvarna) Michel Joliat (Yamaha) Eric Rosselet (Monnier)                                   | keine Teilnahme |
| {\displaystyle \vdots } | keine Teilnahme | keine Teilnahme |
| 2006                    | | |

## Seit 2007
| Jahr                    | World Trophy | Junior World Trophy                                                                              | Women’s World Trophy |
| ----------------------- | --- | ------------------------------------------------------------------------------------------------ | -------------------- |
| 2007                    | keine Teilnahme | keine Teilnahme                                                                                  | keine Teilnahme      |
| 2008                    | 13. Jonathan Rosse (Yamaha) Bertrand Fellay (Yamaha) Jonathan Roselet (Yamaha) Marc Bieri (Beta) Nikolas Joye (Husaberg) Christophe Robert (KTM)          | keine Teilnahme                                                                                  | keine Teilnahme      |
| 2009                    | 11. Marc Bieri (KTM) Francois Carron (Yamaha) Bertrand Fallay (Yamaha) Johann Rosselet (Yamaha) Jonathan Rosse (Yamaha) Christophe Robert (KTM)           | keine Teilnahme                                                                                  | keine Teilnahme      |
| 2010                    | keine Teilnahme | keine Teilnahme                                                                                  | keine Teilnahme      |
| 2011                    | 15. Jonathan Rosse (Yamaha) Hubert Zeller (KTM) Aurelien Rothlisberger (KTM) Christophe Robert (KTM) Johann Rosselet (KTM) Marc Bieri (KTM)               | 13. Ludovic Soltermann (KTM) Thibaud Leiser (KTM) Sullivan Henchoz (KTM) Kevin Murisier (KTM)    | keine Teilnahme      |
| 2012                    | 15. Ludovic Soltermann (KTM) Aurélien Roethlisberger (Husaberg) Steve Fellay (KTM) Christophe Robert (Husaberg) Thomas Schranz (KTM) Lionel Seydoux (KTM) | 16. Marc Graber (GasGas) Thibaud Leiser (KTM) Kevin Murisier (KTM)                               | keine Teilnahme      |
| 2013                    | 12. Kevin Murisier (KTM) Jonathan Rosse (Yamaha) Hansrudi Kilchenmann (HM Honda) Cedric Evard (Valenti) Christophe Robert (Husaberg) Steve Fellay (KTM)   | keine Teilnahme                                                                                  | keine Teilnahme      |
| 2014                    | keine Teilnahme | keine Teilnahme                                                                                  | keine Teilnahme      |
| 2015                    | 11. Francois Carron (KTM) Cedric Evard (Husqvarna) Thierry Graber (Sherco) Hansrudi Kilchenmann (Honda) Kewin Murisier (KTM) Jonathan Rosse (Yamaha)      | 12. Sandor Allemann (KTM) Daniel Brunner (KTM) Kelien Michaud (KTM) Alexandre Vaudan (Husqvarna) | keine Teilnahme      |
| 2016                    | 8. Alexandre Amey (KTM) Cédric Evard (Husqvarna) Christophe Robert (Husqvarna) Thomas Schranz (KTM)                                                       | 11. Kelien Michaud (KTM) Sandro Allemann (KTM) Alexandre Vaudan (Husqvarna)                      | keine Teilnahme      |
| 2017                    | 10. Sandro Allemann (KTM) Daniel Brunner (KTM) Kelien Michaud (KTM) Alexandre Vaudan (Husqvarna)                                                          | 15. Sando Kolliker (Husqvarna) Willi Kubny (KTM) Vincent Steinmann (KTM)                         | keine Teilnahme      |
| 2018                    | 12. Willi Kubny (KTM) Alexandre Vaudan (Husqvarna) Robert Kamber (Honda) Kelien Michaud (KTM)                                                             | keine Teilnahme                                                                                  | keine Teilnahme      |
| 2019                    | 12. Alexandre Vaudan (Husqvarna) Kelien Michaud (Husqvarna) Jerome Müller (Husqvarna) Luc Hunziker (KTM)                                                  | keine Teilnahme                                                                                  | keine Teilnahme      |
| 2021                    | 17. Alexandre Vaudan (TBA) Kelien Michaud (KTM) Hansruedi Kilchenmann (KTM) Ueli Ackermann (GasGas)                                                       | 13. Jerome Müller (Husqvarna) Steve Erzer (Husqvarna) Loris Gailland (KTM)                       | keine Teilnahme      |
| {\displaystyle \vdots } | keine Teilnahme | keine Teilnahme                                                                                  | keine Teilnahme      |
| 2024                    | keine Teilnahme | keine Teilnahme                                                                                  | keine Teilnahme      |